# Austin Flynn
Austin Flynn (Houston, 18 gennaio 1984) è un ex giocatore di football americano e allenatore di football americano statunitense, che ha giocato come wide receiver.
Dopo aver giocato per la squadra universitaria statunitense degli Iowa State Cyclones non ha proseguito la carriera nel football giocato, ad eccezione della partecipazione al mondiale 2007 con la nazionale che ha vinto il titolo. Ha invece avviato una carriera da allenatore di squadre universitarie e di high school.

## Palmarès
- 1 Mondiale (2007)